# Elophila sinicalis
Elophila sinicalis là một loài bướm đêm trong họ Crambidae.